# 2,2′-Dimorpholinyldiethylether
2,2′-Dimorpholinyldiethylether ist eine chemische Verbindung aus der Gruppe der Morpholine. Sie wird als Katalysator in wasserhärtenden Polyurethanzusammensetzungen eingesetzt.

## Gewinnung und Darstellung
2,2′-Dimorpholinyldiethylether wird durch Kondensation von Diethylenglycol mit Morpholin unter Anwesenheit eines Cobalt-Katalysators gewonnen.